# Transrapid
Transrapid je njemački vlak velikih brzina koji koristi tehnologiju magnetske levitacije uz uporabu linearnog motora. Jedina komercijalna uporaba je u Kini, povezujući šangajsku zračnu luku s gradom.

## Planirani projekti
- Kina - proširenje postojeće trase, koja bi u konačnici povezivala Pudong International Airport s Hangzhou, kao i Hong Qiao Airport s mega-gradom Shanghai.
- Njemačka - München - spojna trasa glavne željezničke stanice i zračne luke.
- Golfska Regija - dva odvojena sustava kroz pustinju. Doha-Manana i Abu Dhabi City-Dubai
- Velika Britanija - Glasgow-London maglev
- Nizozemska - Randstad Rapid, kružni (prstenasti) spoj velikih gradova
- SAD - Nekoliko sustava je planirano za daljnju neodređenu budućnost, od kojih je najsmioniji plan Las Vegas-Primm project

## Razlog sporog napredovanja tehnologije
Iako je sam pogon maglev vlakova vrlo jeftin i isplativ, cijena izgradnje je vrlo visoka. Tako velika investicija je preveliki rizik. Cijena izgradnje same trase (linearni motor) je najveća stavka. Trenutno se radi na novim i jeftinijim načinima izgradnje trasa.

## Poveznice
- Magnetno levitacijski vlak
- JR-Maglev

## Vanjske poveznice
- International Maglev Board
- Izvorna stranica (njemački/engleski)  Arhivirana inačica izvorne stranice od 25. srpnja 2004. (Wayback Machine)